# Piłka nożna na Letnich Igrzyskach Olimpijskich 2024
Turniej piłki nożnej na Letnich Igrzyskach Olimpijskich 2024 rozegrany został w dniach 24 lipca - 9 sierpnia 2024 (mężczyźni) i 25 lipca - 10 sierpnia 2024 (kobiety).

## Zasady
Od 1992 roku w męskiej piłce nożnej na IO obowiązują ograniczenia wiekowe – w drużynach występują piłkarze z reprezentacji U23 oraz 3 zawodników w dowolnym wieku.
W turnieju kobiet zasada ta nie obowiązuje – mecze między sobą rozgrywają reprezentacje seniorów.

## Terminarz
Terminarz rozgrywek został ogłoszony 1 kwietnia 2022 r.. Ostateczny terminarz meczów został potwierdzony przez FIFA 28 lipca 2022 r..
| GR | Faza grupowa | ¼ | Ćwierćfinały | ½ | Półfinały | 3 | Mecz o 3. miejsce | F | Finał |

| DataPłeć  | 24.07 | 25.07 | 26.07 | 27.07 | 28.07 | 29.07 | 30.07 | 31.07 | 1.08 | 2.08 | 3.08 | 4.08 | 5.08 | 6.08 | 7.08 | 8.08 | 9.08 | 10.08 |
| --------- | ----- | ----- | ----- | ----- | ----- | ----- | ----- | ----- | ---- | ---- | ---- | ---- | ---- | ---- | ---- | ---- | ---- | ----- |
| Mężczyźni | GR    |       |       | GR    |       |       | GR    |       |      | ¼    |      |      | ½    |      |      | 3    | F    |       |
| Kobiety   |       | GR    |       |       | GR    |       |       | GR    |      |      | ¼    |      |      | ½    |      |      | 3    | F     |

## Stadiony
17 grudnia 2020 r., zostało potwierdzone 7 stadionów.
| Marsylia                                                                               | Décines-Charpieu (Lyon)                                                                | Paryż                                                                                  | Bordeaux                |
| -------------------------------------------------------------------------------------- | -------------------------------------------------------------------------------------- | -------------------------------------------------------------------------------------- | ----------------------- |
| Stade Vélodrome                                                                        | Parc OL                                                                                | Parc des Princes                                                                       | Stade Matmut-Atlantique |
| Pojemność: 67 394                                                                      | Pojemność: 59 186                                                                      | Pojemność: 47 929                                                                      | Pojemność: 42 115       |
|                                                                                        |                                                                                        |                                                                                        |                         |
| MarsyliaLyonParyżBordeauxNantesNiceaSaint-ÉtienneMiasta-organizatorzy na mapie Francji | MarsyliaLyonParyżBordeauxNantesNiceaSaint-ÉtienneMiasta-organizatorzy na mapie Francji | MarsyliaLyonParyżBordeauxNantesNiceaSaint-ÉtienneMiasta-organizatorzy na mapie Francji | Nantes                  |
| MarsyliaLyonParyżBordeauxNantesNiceaSaint-ÉtienneMiasta-organizatorzy na mapie Francji | MarsyliaLyonParyżBordeauxNantesNiceaSaint-ÉtienneMiasta-organizatorzy na mapie Francji | MarsyliaLyonParyżBordeauxNantesNiceaSaint-ÉtienneMiasta-organizatorzy na mapie Francji | Stade de la Beaujoire   |
| MarsyliaLyonParyżBordeauxNantesNiceaSaint-ÉtienneMiasta-organizatorzy na mapie Francji | MarsyliaLyonParyżBordeauxNantesNiceaSaint-ÉtienneMiasta-organizatorzy na mapie Francji | MarsyliaLyonParyżBordeauxNantesNiceaSaint-ÉtienneMiasta-organizatorzy na mapie Francji | Pojemność: 35 322       |
| MarsyliaLyonParyżBordeauxNantesNiceaSaint-ÉtienneMiasta-organizatorzy na mapie Francji | MarsyliaLyonParyżBordeauxNantesNiceaSaint-ÉtienneMiasta-organizatorzy na mapie Francji | MarsyliaLyonParyżBordeauxNantesNiceaSaint-ÉtienneMiasta-organizatorzy na mapie Francji |                         |
| MarsyliaLyonParyżBordeauxNantesNiceaSaint-ÉtienneMiasta-organizatorzy na mapie Francji | MarsyliaLyonParyżBordeauxNantesNiceaSaint-ÉtienneMiasta-organizatorzy na mapie Francji | MarsyliaLyonParyżBordeauxNantesNiceaSaint-ÉtienneMiasta-organizatorzy na mapie Francji | Nicea                   |
| MarsyliaLyonParyżBordeauxNantesNiceaSaint-ÉtienneMiasta-organizatorzy na mapie Francji | MarsyliaLyonParyżBordeauxNantesNiceaSaint-ÉtienneMiasta-organizatorzy na mapie Francji | MarsyliaLyonParyżBordeauxNantesNiceaSaint-ÉtienneMiasta-organizatorzy na mapie Francji | Allianz Riviera         |
| MarsyliaLyonParyżBordeauxNantesNiceaSaint-ÉtienneMiasta-organizatorzy na mapie Francji | MarsyliaLyonParyżBordeauxNantesNiceaSaint-ÉtienneMiasta-organizatorzy na mapie Francji | MarsyliaLyonParyżBordeauxNantesNiceaSaint-ÉtienneMiasta-organizatorzy na mapie Francji | Pojemność: 36 178       |
| MarsyliaLyonParyżBordeauxNantesNiceaSaint-ÉtienneMiasta-organizatorzy na mapie Francji | MarsyliaLyonParyżBordeauxNantesNiceaSaint-ÉtienneMiasta-organizatorzy na mapie Francji | MarsyliaLyonParyżBordeauxNantesNiceaSaint-ÉtienneMiasta-organizatorzy na mapie Francji |                         |
| MarsyliaLyonParyżBordeauxNantesNiceaSaint-ÉtienneMiasta-organizatorzy na mapie Francji | MarsyliaLyonParyżBordeauxNantesNiceaSaint-ÉtienneMiasta-organizatorzy na mapie Francji | MarsyliaLyonParyżBordeauxNantesNiceaSaint-ÉtienneMiasta-organizatorzy na mapie Francji | Saint-Étienne           |
| MarsyliaLyonParyżBordeauxNantesNiceaSaint-ÉtienneMiasta-organizatorzy na mapie Francji | MarsyliaLyonParyżBordeauxNantesNiceaSaint-ÉtienneMiasta-organizatorzy na mapie Francji | MarsyliaLyonParyżBordeauxNantesNiceaSaint-ÉtienneMiasta-organizatorzy na mapie Francji | Stade Geoffroy-Guichard |
| MarsyliaLyonParyżBordeauxNantesNiceaSaint-ÉtienneMiasta-organizatorzy na mapie Francji | MarsyliaLyonParyżBordeauxNantesNiceaSaint-ÉtienneMiasta-organizatorzy na mapie Francji | MarsyliaLyonParyżBordeauxNantesNiceaSaint-ÉtienneMiasta-organizatorzy na mapie Francji | Pojemność: 41 965       |
| MarsyliaLyonParyżBordeauxNantesNiceaSaint-ÉtienneMiasta-organizatorzy na mapie Francji | MarsyliaLyonParyżBordeauxNantesNiceaSaint-ÉtienneMiasta-organizatorzy na mapie Francji | MarsyliaLyonParyżBordeauxNantesNiceaSaint-ÉtienneMiasta-organizatorzy na mapie Francji |                         |

## Kwalifikacje

### Kwalifikacje mężczyzn
| Federacja | Eliminacje                                  | Data kwalifikacji             | Miejsce turnieju kwalifikacyjnego | Liczba krajów | Kraje uczestniczące    |
| --------- | ------------------------------------------- | ----------------------------- | --------------------------------- | ------------- | ---------------------- |
| UEFA      | Gospodarz                                   |                               |                                   | 1             | Francja U-23           |
| AFC       | Puchar Azji U-23                            | 15 kwietnia – 3 maja 2024     | Katar                             | 3             | Japonia U-23           |
| AFC       | Puchar Azji U-23                            | 15 kwietnia – 3 maja 2024     | Katar                             | 3             | Uzbekistan U-23        |
| AFC       | Puchar Azji U-23                            | 15 kwietnia – 3 maja 2024     | Katar                             | 3             | Irak U-23              |
| AFC/CAF   | AFC–CAF play-off                            | 9 maja 2024                   | Francja                           | 1             | Gwinea U-23            |
| CAF       | Mistrzostwa Afryki U-23                     | 24 czerwca – 8 lipca 2023     | Maroko                            | 3             | Maroko U-23            |
| CAF       | Mistrzostwa Afryki U-23                     | 24 czerwca – 8 lipca 2023     | Maroko                            | 3             | Egipt U-23             |
| CAF       | Mistrzostwa Afryki U-23                     | 24 czerwca – 8 lipca 2023     | Maroko                            | 3             | Mali U-23              |
| CONCACAF  | Mistrzostwa CONCACAF U-20                   | 18 czerwca – 3 lipca 2022     | Honduras                          | 2             | Stany Zjednoczone U-23 |
| CONCACAF  | Mistrzostwa CONCACAF U-20                   | 18 czerwca – 3 lipca 2022     | Honduras                          | 2             | Dominikana U-23        |
| CONMEBOL  | Eliminacje CONMEBOL na Igrzyska Olimpijskie | 20 stycznia – 11 lutego 2024  | Wenezuela                         | 2             | Paragwaj U-23          |
| CONMEBOL  | Eliminacje CONMEBOL na Igrzyska Olimpijskie | 20 stycznia – 11 lutego 2024  | Wenezuela                         | 2             | Argentyna U-23         |
| OFC       | Eliminacje OFC na Igrzyska Olimpijskie      | 27 sierpnia – 9 września 2023 | Nowa Zelandia                     | 1             | Nowa Zelandia U-23     |
| UEFA      | Mistrzostwa Europy U-21                     | 21 czerwca – 8 lipca 2023     | Gruzja · Rumunia                  | 3             | Hiszpania U-23         |
| UEFA      | Mistrzostwa Europy U-21                     | 21 czerwca – 8 lipca 2023     | Gruzja · Rumunia                  | 3             | Izrael U-23            |
| UEFA      | Mistrzostwa Europy U-21                     | 21 czerwca – 8 lipca 2023     | Gruzja · Rumunia                  | 3             | Ukraina U-23           |

### Kwalifikacje kobiet
| Federacja | Eliminacje                           | Data kwalifikacji   | Miejsce turnieju kwalifikacyjnego | Liczba krajów | Kraje uczestniczące |
| --------- | ------------------------------------ | ------------------- | --------------------------------- | ------------- | ------------------- |
| UEFA      | Gospodarz                            |                     |                                   | 1             | Francja             |
| AFC       | Turniej kwalifikacyjny AFC           | 24–28 lutego 2024   | kilka miejsc                      | 2             | Australia           |
| AFC       | Turniej kwalifikacyjny AFC           | 24–28 lutego 2024   | kilka miejsc                      | 2             | Japonia             |
| CAF       | Turniej kwalifikacyjny CAF           | 5–9 kwietnia 2024   | kilka miejsc                      | 2             | Nigeria             |
| CAF       | Turniej kwalifikacyjny CAF           | 5–9 kwietnia 2024   | kilka miejsc                      | 2             | Zambia              |
| CONMEBOL  | Mistrzostwa Ameryki Południowej 2022 | 8–30 lipca 2022     | Kolumbia                          | 2             | Brazylia            |
| CONMEBOL  | Mistrzostwa Ameryki Południowej 2022 | 8–30 lipca 2022     | Kolumbia                          | 2             | Kolumbia            |
| CONCACAF  | Mistrzostwa CONCACAF Kobiet 2022     | 4–18 lipca 2022     | Meksyk                            | 1             | Stany Zjednoczone   |
| CONCACAF  | Turniej kwalifikacyjny CONCACAF      | 22–26 września 2023 | Jamajka · Kanada                  | 1             | Kanada              |
| OFC       | Turniej kwalifikacyjny OFC           | 7–19 lutego 2024    | Samoa                             | 1             | Nowa Zelandia       |
| UEFA      | Liga Narodów UEFA Kobiet 2023/2024   | 23–28 lutego 2024   | kilka miejsc                      | 2             | Hiszpania           |
| UEFA      | Liga Narodów UEFA Kobiet 2023/2024   | 23–28 lutego 2024   | kilka miejsc                      | 2             | Niemcy              |

## Medaliści
| Konkurencja | Złoto             | Srebro       | Brąz        |
| Mężczyźni   | Hiszpania U-23    | Francja U-23 | Maroko U-23 |
| Kobiety     | Stany Zjednoczone | Brazylia     | Niemcy      |